# ماسايوكي ميورا
ماسايوكي ميورا (باليابانية: 三浦 雅之) (مواليد 4 نوفمبر 1966)، هو لاعب كرة قدم سابق كان يلعب كمدافع.

## وصلات خارجية
- ماسايوكي ميورا على موقع Soccerway.com (الإنجليزية)